# Фокшанско примирие
Фокшанското примирие е примирие, сключено на 9 декември 1917 година в румънския град Фокшани между Централните сили, от една страна, и Румъния, от друга. С него е сложен край на военните действия срещу Румъния от страна на Централните сили.
През 1916 година Румъния влиза в Първата световна война на страната на Антантата. Повод за това е руската офанзива на Източния фронт, която има успех (в австро-унгарските територии). Веднага срещу нея са хвърлени австрийски, немски войски от запад и български - от юг. В края на същата година е превзет Букурещ. Руските войски не могат да окажат ефективна помощ на съюзника си. Румъния е принудена да подпише Фокшанското примирие, а по-късно и Букурещки договор (1918), с който окончателно излиза от войната.
Фокшанското примирие е необходимо за България. По този начин тя може да прехвърли повече сили на Южния фронт. Освен това присъединява и Южна Добруджа към пределите си.
Примирието е удачно и за немците, които прехвърлят сили на Западния фронт.